# Максим I Цариградски
Архиепископ Максим, познат као Максим I Киник, Максим философ, Максим Александријски је био архиепископ цариградски у периоду од 380. до јуна 381. године, борећи се за то место са Григоријем Богословом.

## Биографија
Презвитер Максим Александријски није био присталица Диогенове филозофије, али су киници имали веома аљкав изглед, па су их звали „ пси“ (од старогр. κυων – „пас“). Максим је имао изглед који је омогућавао људима да га повезују са киницима: носио је бели филозофски огртач, имао је дугу браду и дугу косу, због чега је и добио надимак „Циник” или „филозоф циник”.
Максимова прошлост је прилично нејасна: рођен је у Александрији у хришћанској породици, родитељи су му страдали за своју веру, али је нејасно да ли од незнабожаца или аријанаца. Максим, који је стајао на никејској позицији, у почетку је био веома поштован међу водећим теолозима православља. Дописивао се са Атанасијем Великим, архиепископом Александријским о јеретичким покретима у Египту. Атанасије, у писму из 371. године, преноси неколико комплимената Максиму, као аутору расправе у одбрану Православља.
374. године, за време цара Валенса, у време прогона које је организовао Лукије, архиепископ александријски, који је стајао на аријанском становишту, Максим је осуђен и прогнан у због своје ревности за православље и пружања помоћи они који су страдали из истог разлога. Отприлике четири године касније пуштен је, вероватно после Валенсове смрти, и после извесног времена представио цару Грацијану у Милану своје дело „О вери”, у коме осуђује аријанце.
Писао је и против других јереси, полемисао са незнабошцима, али је нејасно да ли у поменутом делу или у другом. По свему судећи, по повратку из Милана посетио је Цариград, где је Григорије Богослов управо био позван на место архијереја 379. године. Григорије му је указао високу част да у препуној цркви пред евхаристијску славу изговори панегирски говор; Чувени реторичар је у свом говору створио слику човека који је спојио мудрост филозофа са ревношћу хришћанина – исповедника никејске вере, који је страдао за своја уверења. 
Григорије Богослов је Максима примио у своју кућу и поделио са њим трпезу, током које су епископ и философ водили дуге разговоре. Међутим, касније је Григорије био озбиљно разочаран у Максима због догађаја који су уследили, који су или били резултат Максимове амбиције, или је сам Максим постао оруђе других политичких снага, што није сасвим јасно.

## Борба за Цариградску архиепископију
Тајно од Григорија Богослова спремала се интрига, смишљена у Александрији, вероватно уз учешће Петра II, архиепископа александријског, који је најпре писмено честитао Григорију Богослову почетак његове службе у Цариграду, али је потом покушао да га уклони. Пошто Григорије Богослов није био званично одобрен епископ престонице Римског царства, већ је тамо служио само на позив групе верника, Александријска странка је одлучила да покуша да му одузме власт.
У пролеће 380. године у Цариград су стигли први бродови из Египта са товаром пшенице, уз које су се у престоници појавили бројни египатски свештеници и монаси; Григорије Богослов их је радосно дочекао као присталице никејског исповедања вере. Међутим, почетком лета 380. године, ноћу, у цариградској цркви Анастасија, када је Григорије Богослов лежао болестан код куће, египатски епископи су почели хиротонију Максима за патријарха. Поставили су га на архиепископски престо и тек су почели да му секу дуге праменове када је сванула зора. Вест се брзо проширила и огорчена гомила људи окупила се код храма. Појавили су се магистрат и судски извршитељи, а Максим и они који су га посветили били су протерани из храма, који су, заузврат, морали да заврше обред пострига у кући извесног фрулаша.
Овај смели потез изазвао је велико огорчење у народу, међу којима је Григорије био популаран. Максим је побегао из Цариграда у Александрију и захтевао да Тимотеј, архиепископ Александријски и брат Петра II, који је до тада умро, помогне да се врати на архиепископско седиште у Цариграду. Тимотеј се обратио префекту, који је протерао Максима из Египта.
Али пошто су га неки западни епископи признали, није се сматрао потпуно пораженим и отишао је у Солун, надајући се да ће добити одобрење за своје постављење од цара Теодосија И. Цар је хладно поздравио прогнаног архиепископа, наредивши Асхолију, епископу солунском, да пошаље ствар Дамасију I, епископу Римском.
У два писма одговора, првим упућеном Асхолију и македонским епископима, Дамасије је осудио оне који су предлагали да се посвети овај немирни, превртљиви човек, странца у хришћанству, недостојног да се назива хришћанином, а уз то носи идолопоклоничку одећу са дугом косом, који су, како рече свети Павле, били срамота за човека. У другом писму епископу Асхолију Дамасије је такође замолио Асхолија да обрати посебну пажњу на то да се такав епископ уопште може рукоположити.
На Другом васељенском сабору, одржаном од маја до јула 381. године, Максим Киник је тврдио да његово посвећење, које су извршили православни епископи са законским апостолским прејемством, треба признати као пуноважно. На Максимов позив стигла су два епископа из Александрије да изврше његово посвећење, али то никада нико није признао. Сабор је оштро осудио поступке Максима Киника, који је тврдио да замени Цариградску столицу, на чијем је челу у то време био Григорије Богослов.
Негативну оцену деловања Максима Киника дали су византијски историчари и хроничари, који су, генерално констатујући неприхватљивост оваквих поступака, указивали на безнадежност и бесмисленост онога што се догодило.